# Джон де Плесси, 7-й граф Уорик
Джон (Жан) де Плесси (англ. John de Plessis; умер 25 февраля 1263) — английский аристократ, 7-й граф Уорик с 1247 года. Скорее всего, Джон происходил из Нормандии, откуда перебрался ко двору французского короля Генриха III, где сделал карьеру. Принимал участие в военных кампаниях, которые король проводил во Франции и Уэльсе. Занимал ряд должностей. В частности, был шерифом Оксфордшира в 1239 году, констеблем лондонского Тауэра в 1244—1255 годах, констеблем замка Девизес с 1234 года, судьёй лесов в 1251—1255 годах, шерифом Уорикшира и Лестершира в 1261 году.
Пользуясь благосклонностью короля, Джон смог жениться на Маргарите де Бомон, 7-й графине Уорик, получив графский титул и войдя в ряды высшей английской знати. Титул он смог сохранить даже после смерти жены. Кроме того, король разрешил, чтобы из владений жены было выделено поместье Хук Нортон, чтобы его мог унаследовать его сын от первого брака.

## Ранние годы
Происхождение Джона неизвестно, но скорее всего он был родом из Франции. Хронист Матвей Парижский утверждает, что де Плесси происходил из Нормандии. Впервые Джон появляется в 1223 году в качестве рыцаря на службе у юного короля Англии Генриха III. В первые годы он упоминается вместе с несколькими другими королевскими рыцарями — Хью де Плесси, Дрю де Барантеном и Николасом де Больвилем, вместе с ними ему была предоставлена опека над поместьем Чалгроув в Оксфордшире. Хью, скорее всего, был родственником Джона (возможно, отцом или старшим братом). Дрю и Николас, возможно, носили родовые прозвания, связанные, соответственно, с нормандскими поселениями Барантен и Больвиль (Приморская Сена) в области Пеи-де-Ко, расположенными к северу от Руана.
В 1223 и 1228 годах Джон служил в Уэльсе, а в 1230 году участвовал в бретонской кампании. С 1233 года он постоянно выступает в качестве свидетеля королевских хартий. Возможно, что он был протеже главного королевского советника Пьера де Роша, который сам был иностранцем, но пережил его падение. В 1234 году Джон был назначен констеблем замка Девизес, а также хранителем леса Чиппенхэм. Эти должности он сохранил до конца жизни.
Кроме того, что Джон часто выступал свидетелем королевских хартий при дворе, в 1238—1240 годах он играл ведущую роль в сборе королевских налогов, а в 1239 году был шерифом Оксфордшира. В 1242 году он принимал участие в королевской военной экспедиции в Гасконь, где в августе провёл в Бордо переговоры с графом Тулузы Раймундом VII.

## Граф Уорик
К 1242 году Джон набрал немало опек и выморочного имущества, в том числе манор Стоттесден в Шропшире, который впервые был ему предоставлен в 1240 году, а в следующем году доходы от него были ему подтверждены. В 1234 году он женился на одной из своих подопечных наследниц — Кристине Сэнфорд, дочери Хью Сэнфорда, землевладельца из Беркшира. При этом первоначально он обручился с Джоан, матерью Кристины, но затем выбрал её дочь, наследницу отцовских владений.
Кристина умерла до декабря 1242 года, когда Генрих III пообещал Джону новую невесту. Ей стала Маргарита де Бомон, сестра и наследница недавно умершего Томаса де Бомона, 6-го графа Уорика, вдова норфолкского барона Джона Маршала из Хингэма. Этот брак должен был вывести Джона из относительной безвестности в число высшей знати, поэтому королевская награда была очень щедрой. И обещан брак был в Бордо накануне Рождества, возможно, после рождественского пира. Маргарита была вынуждена согласиться на данный брак, однако в первые несколько его лет позиции Джона были неоднозначны. Только в 1245 году он стал получать треть доходов графства Уорик, а титул графа Уорика за ним был признан только в 1247 году. К этому моменту Джон пришел к соглашению с семьёй жены, в первую очередь, с её наследником, Уильямом Модитом, гарантировав себе пожизненное управление графством Уорик и другими манорами жены, в первую очередь баронией Хук Нортон в Оксфордшире.
Маргарита умерла в 1253 году, брак так и остался бездетным. Однако Джону с помощью короля удалось сохранить за собой управление Уориком. Кроме того, король позволил ему выделить из владений жены Хук Нортон, чтобы его мог унаследовать его сын от первого брака. Подобное, как и сам брак Джона, было достаточно необычно для Англии, поэтому английские бароны были мало расположены к графу. Кроме того, доставшиеся ему владения Бомонов были сильно уменьшены из-за выделения вдовьих долей двум предыдущим графиням Уорик. Но с 1243 года он контролировал Уорикский замок и поместье, которое составляло 50 рыцарских фьефов.
24 июня 1244 года Джон получил должность констебля лондонского Тауэра, а в 1251 году стал судьёй лесов.
В 1250 году Джон уехал из Англии, чтобы совершить паломничество в Понтиньи, скорее всего, к святыне святого Эдмунда Кентерберийского. В 1252 году он принял крест, но в крестовый поход так и не отправился. В 1252—1253 годах он сопровождал короля в Гасконь. В сентябре 1254 года он решил вернуться в Англию через Нормандию, поэтому получил от французского короля Людовика IX сопроводительное письмо. Но, несмотря на него, в Поне в Пуату Джон и его спутники, Гилберт де Сегрейв и Уильям Модит (родственник его жены, который после смерти Джона получит титул графа Уорика) были взяты в плен жителями города. В итоге Гилберт умер в плену, а Джон и Уильям Модит получили свободу только через год. Вскоре после этого, в июне 1255 года Джону пришлось отказаться от поста констебля Тауэра, однако он продолжал пользоваться благосклонностью короля. В ноябре 1255 года он принимал участие в переговорах Генриха III о получении им короны Сицилийского королевства, а в марте 1258 года был вызван для участия в королевской кампании в Уэльс.

## Последние годы
После начала конфликта Генриха III с баронами, который привёл ко Второй баронской войне, в 1258 году Джон был назначен баронами и королём в реформаторский совет из 24 человек. Как сочувствующий баронам, он подписал петицию против Луизиньянов, единоутробных братьев Генриха III, а в июне того же года был утверждён как констебль Девизеса. В 1259 году Джон вошёл в состав совета, который будет управлять Англией во время отсутствия короля, а также участвовал в разных обменах между королём и лидером баронской оппозиции Симоном де Монфором, сопровождавшими англо-французский договор в Париже в том же году.
Хотя Джон в 1260 году и был назначен судьёй лесов в Западной Англии, нет никаких доказательств того, что он исполнял эти обязанности. На Пасху 1260 года он получил вызов в королевский парламент, а в августе того же года был назначен в валлийскую кампанию.
К 1261 году Джон вернулся в число сторонников короля, получив от того назначение шерифом Уорикшира и Лестершира, а в октябре 1261 года присутствовал в организованном королём парламенте. В том же году ему был присуждён штраф в 400 марок, но взамен он смог сохранить поместье Хиддингтон, заявленное как часть его баронии Хук Нортон. В сентябре 1262 года он издал хартию, согласно которой горожане Уорика смогли посещать городской рынок.

## Смерть и наследство
Джон умер 25 февраля 1263 года и был похоронен в Миссенденском аббатстве в Бакингемшире, передав им небольшой участок земли. В течение своей жизни он также делал дарения доминиканцам Бристоля и больнице Святой Троицы в Беркли.
Титул графа Уорика после его смерти перешёл к законному наследнику, Уильяму Модиту. Однако сыну Джона от первого брака, Хью, удалось таки унаследовать баронию Хук Нортон в Оксфордшире. Позже Хью пожаловал землю аббатству Осни для поминания души своего отца. Баронию Хук Нортон после смерти в 1292 году Хью I де Плеси, женившемуся на подопечной отца Изабелле, дочери Джона де Бизе, последовательно наследовали его сын, Хью II де Плеси (умер в 1301), вызывавшийся в английский парламент в 1299 году, и внук, Хью III де Плеси, умерший бездетным в 1337 году.

## Браки
1-я жена: с 1234 Кристина Сэнфорд (умерла до декабря 1242), дочь Хью Сэнфорда из Беркшира и Джоан. Дети:
- Хью де Плеси (умер в 1292), барон Хук Нортона в Оксфордшире с 1263[2].

2-я жена: с 1243 Маргарита де Бомон (умерла 3 июня 1253), 7-я графиня Уорик с 1242, дочь Генриха де Бомона, 5-го графа Уорика, и Филиппы Бассет. Брак был бездетным.